# گورستان سفیده‌خوان
گورستان سفیده‌خوان (اسپرج‌خون) مربوط به سدهٔ ۷ ه‍.ق به بعد است و در شهرستان تبریز، بخش مرکزی، روستای اسپرج‌خون (سفیده‌خوان) واقع شده و این اثر در تاریخ ۱۰ دی ۱۳۸۱ با شمارهٔ ثبت ۶۶۷۰ به‌عنوان یکی از آثار ملی ایران به ثبت رسیده است.